# Agronomia
L'agronomia è un ambito multidisciplinare che si occupa dell'applicazione di principi scientifici all'agricoltura (comprendente aspetti studiati dalle discipline quali biologia, chimica, fisica, geologia, pedologia, ecologia, economia, sociologia, etica, ingegneria, paesaggistica e progettazione). In termini pratici è l'insieme delle tecniche e delle tecnologie che vengono impiegate per rendere più efficienti ed efficaci i risultati delle attività economiche che impiegano tali conoscenze. Affronta anche lo studio delle conseguenze derivanti dall'abuso di tecniche colturali.
L’agronomia è la disciplina che si occupa dei fattori che condizionano la crescita, lo sviluppo e la produttività delle piante. Lo scopo dell’agronomia è quello di impiegare tecniche appropriate e sostenibili che riducano gli impatti negativi sull’ambiente e garantiscano la sicurezza alimentare, la sicurezza sul lavoro e la qualità dei prodotti.
Volendo formulare una definizione esaustiva di agronomia si può dire: "scienza applicata che studia, adotta ed applica conoscenze, metodi e tecnologie volte ad ottimizzare la resa delle colture agendo su diversi fattori produttivi al fine di migliorare la qualità dei prodotti utilizzando tecnologie appropriate che siano compatibili con l'ambiente, economicamente valide e che non arrechino danno alla salute dei consumatori finali".
Lo studio e l'applicazione pratica di conoscenze scientifiche derivanti da diversi ambiti conferiscono all'agronomia l'importanza di una tecnologia applicata.
L'applicazione delle tecniche agronomiche richiede - a livello pratico-operativo - anche la conoscenza dei principi della sperimentazione e della ricerca.

## Le tecniche agronomiche
Dalla preparazione dei terreni (sistemazione in piano, sistemazioni di colle, sistemazione di montagna) alla lavorazione/non lavorazione dei terreni (spietramento, spianamento e aratura), alle concimazioni, alla semina, ai trattamenti antiparassitari ai controlli delle piante infestanti alla fitoiatria, alle irrigazioni, alle potature, alle successioni colturali e, per continuare, al miglioramento qualitativo e quantitativo delle produzioni, tutte rappresentano un insieme di attività - più o meno coordinate - dalle quali dipende l'esito economico, ecologico, etico delle attività produttive.

## L'agronomia come scienza
Le grandi civiltà del pianeta, le antiche civiltà di Babilonia e dell'Egitto, quelle più recenti dell'India e della Cina, hanno contribuito grandemente al sorgere delle tecniche agricole.

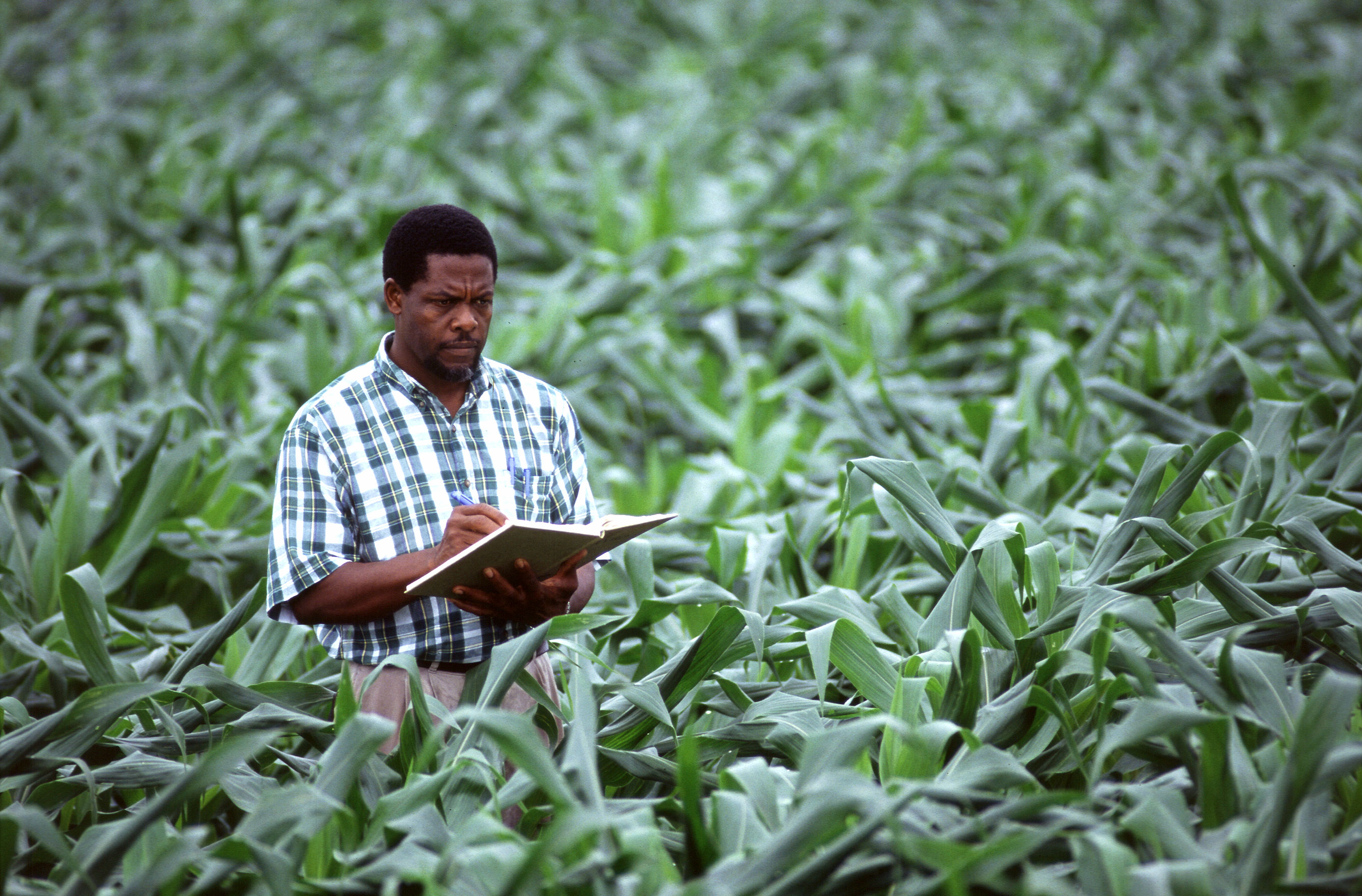
Un agronomo statunitense al lavoro nei campi, fine del XX secolo.

A partire dall'Ottocento, come evidenzia Antonio Saltini, nasce un nuovo concetto delle scienze agronomiche, caratterizzato dal sottolineare i legami con altre scienze, in particolare la chimica, la fisiologia vegetale, la biologia, che anch'esse vedono in quel periodo un fiorire rigoglioso. In un'epoca in cui la comunità scientifica occidentale appare particolarmente coesa, anche gli agronomi che hanno enucleato i principi dell'agricoltura moderna hanno operato, nella storia delle conoscenze e delle tecnologie, a fianco degli scienziati inglesi, tedeschi, francesi e italiani che hanno creato la chimica moderna, la fisica, la medicina, la genetica moderne. L'egemonia politica ed economica della civiltà occidentale, durata molti decenni, ha fatto in modo che il proprio modello agronomico occidentale si imponesse per quello che riguarda le produzioni agricole di tutto il mondo marginalizzando l'apporto delle altre culture. Un modello economico alternativo è stato proposto da Amartya Sen e da Vandana Shiva.

## Storia dell'agronomia
L'agronomia dell'Occidente ha origine in Grecia e a Roma. La Grecia conobbe un vasto pensiero agronomico, le opere furono quasi tutte perdute nei roghi delle biblioteche di Alessandria e di Atene. Hanno rilevanza per l'agronomia, peraltro, diversi testi dedicati alla botanica, in particolare due opere di Teofrasto, Storia delle piante (Περὶ Φυτῶν Ιστορίας) e Cause delle piante (Περὶ Φυτῶν Αἰτιῶν).
Roma ci ha lasciato alcune opere agronomiche capitali: l'ispanico Lucio Giunio Columella è il primo grande agronomo dell'Occidente.
Il primo trattato di agronomia è quello di Columella.
Nel 1500 in Francia c'è un fiorire di edizioni, merito dello stampatore Charles Estienne e del medico e agronomo Jean Liébault.
Dal Settecento l'agronomia si è configurata come scienza sperimentale, fuori dai canoni della botanica. Nel XVIII secolo l'agricoltura fu al centro della riflessione economica. L'interesse per l'agricoltura ebbe delle motivazioni teorico-economiche: si era compreso che per rimediare alla decadenza delle manifatture e dei commerci bisognava dar rilevanza all'attività agricola, settore da cui partire per muovere l'economia, in modo che fungesse da volano dello sviluppo.
Gli economisti europei, in particolare italiani, si occuparono quindi intensamente, nel secolo XVIII, di quest'oggetto. Alcuni si limitarono a studiare problemi secondari o casi particolari, altri, avendo una visione d'insieme, erano davvero convinti che lo sviluppo economico fosse guidato dall'agricoltura. Un contributo non secondario fu dato dalla diffusione delle idee dei fisiocrati francesi che, sebbene in Italia non tutte fossero accettate, ad esempio la libertà del commercio dei grani, riuscirono ad essere percepite.
Nel Settecento, sotto la spinta dell'Illuminismo, nacque in Italia l'Accademia dei Georgofili.
L'agronomia entra nella scienza moderna nel 1840 quando Justus Liebig della propria opera fa una scienza connessa alla chimica e alla fisiologia vegetale.

## Le branche dell'agronomia
- Influenza del clima (Agrometeorologia)
- Studio del terreno (Pedologia)
- Fertilizzazione: per fertilizzazione si intende l'insieme delle pratiche tendenti ad accrescere la capacità produttiva di un terreno agrario. Si tratta in pratica di modificare le caratteristiche fisiche, chimiche e biologiche di un terreno. In un'accezione più ristretta essa coincide con la concimazione.
- Irrigazione: consiste nell'apporto artificiale di acqua agli appezzamenti. Oltre alla funzione umettante (aumento dell'umidità del terreno),essa può avere funzione climatizzante (modifica del microclima per controllare, ad esempio, le gelate tardive), dilavante (per eliminare la presenza di sali nel terreno), antiparassitaria (quando con l'acqua irrigua si apportano prodotti fitosanitari), fertilizzante (se si distribuiscono concimi attraverso l'irrigazione).

## Figure professionali legate all'agronomia
- Agronomo
- Perito agrario
- Agrotecnico
- Enotecnico